# الیکایی سبیل‌دار
الیکایی سبیل‌دار (نام علمی: Pheugopedius genibarbis) نام یک گونه از سرده الیکایی‌های زه‌پر است.